# デート
デート（英語:dating）は、交際中または互いに恋愛的な展開を期待していて、日時や場所を決めて会うこと。
どちらか片方でも相手を完全な友達（親友）として認識している場合など、約束の段階で既に「恋愛的な展開を期待していたのは片方だけ」という場合、デートではないとされる。相思相愛の二人が人目を避けて会うことは逢い引き(あいびき)とも言われる。ただし、概説にもある通り恋愛に関係なく個人間の親密な約束事に付き合いを称してデートとすることもある。

## 概説
具体的には、一般に食事、買物、観光や映画・展覧会・演劇・演奏会の鑑賞、遊園地（テーマパーク）、イベント、夜景などを一緒に楽しむ、といった内容であることが多いが、これらの行為そのものよりも、それを通して互いの感情を深めたり、愛情を確認することを主目的とする。下記の様な恋愛目的の交際という意味以外にも、上記のとおり単純に異性同性家族問わず遊びに行くことを「デートする」と表現する場合もある。
オックスフォード英語辞典では、社交的または恋愛的な会う約束と定義されている。
お互いのことをより深く知ることで、交際を深めることができる。事前に立てられた計画をデートプラン、事前に計画したデートの道筋はデートコース、デートをする際に適しているとされる場所はデートスポットと呼ばれている。
2人で過ごす時間をただ楽しむためだけではなく、交際を順調に進めるための目的を一方が計画している場合もある。デートの最中において、恋人同士と認識した交際をしたい旨を正式に申し込む、初めてのキスをする、プロポーズをすることなどがある。

## 調査
日本性教育協会の1994年における第4回青少年の性行動調査によると、男性は17歳時点、女性は16歳時点で、デートの経験ある割合が50%を越えている。
2022年の内閣府の調査によると、20代の独身男性の4割がデート未経験である。

## 語義
英単語の date には、 日付、年月日、期日、日取り、年代、時代、(人の)生没年、(物事の)始まりと終わりの年、面会の約束、デートを意味する。
誤用「デート」の意味でフランス語を転用した「ランデヴー」とカタカナ語で言われることもあるが、本来フランス語のrendez-vousとは単に「会う約束」「待ち合わせ」の意味（英語のappointmentにおおよそ相当）であって、特に恋愛に限る要素は含まず、仕事や日常の場面で広く使われる言葉で誤用である。

## 金銭関係のある「デート」
キャバクラやホスト等の水商売におけるアフター・同伴、パパ活や出会いカフェなど売買春におけるお手当を支払うなど金銭のやり取りのある男女のお出掛け等の外出サービス「デート」と呼ぶこともある。

## デートの種類
前述したような一般的なデートに加えて、以下のようなものもデートの一つとして挙げられる。
ダブルデート
4人でペアを組んでデートをする。意味合いとしては男性2人と女性2人の計4人でデートをすることを指すことが多い。特定の男女が恋人関係である場合と恋人関係はない場合とがある。
4人一緒に行動する途中で、1組ずつの別行動を取る場合もある。
ブラインドデート
紹介者を通して面識のない関係の人の連絡先を相互に教えてもらう。そして相手と連絡を取ってデートをすること。合わないと思った場合は連絡のみでデートまで進まない場合もある。

## 恋人の聖地・デートスポット
大自然に囲まれた場所、夜景の綺麗な場所など、カップルに向いた日本国内の定番のデートスポットについて、特定非営利活動法人地域活性化支援センターが主催する「恋人の聖地プロジェクト」により『恋人の聖地』として広報活動がなされ、テレビ番組や観光ガイド誌などによって紹介されている。